# Fővám tér (stacja metra)
Fővám tér - stacja linii M4 metra w Budapeszcie. Stacja jest położona przy wschodnim brzegu Dunaju  pod placem Fővám tér.